# دهستان ارشق مرکزی
دهستان ارشق مرکزی نام دهستانی در بخش ارشق شهرستان مشگین‌شهر، استان اردبیل در ایران است. براساس سرشماری مرکز آمار ایران در سال ۱۳۸۵، جمعیت آن ۵۲۱۵ نفر (۱۱۱۱ خانوار) بوده‌است.
«ازدهستان‌های بخش ارشق شهرستان مشکین شهر به مرکزیت شهر رضی است که درسال ۱۳۶۶ تأسیس شده‌است این دهستان درسرشماری عمومی سال۱۳۹۰ دارای ۴۹ پارچه آبادی با۱۰۴۵ خانوار و ۴۰۸۳ نفرجمعیت بود. آبادی‌های آت توتان، آق بولاغ سفلی، آق بولاغ علیا، آق بولاغ گدوک، اسماعیلو آق دوه لوعلیا، آقابیگلو، آقامراد، علی کران، امیرکندی، برک چای، بلوط کندی، پست کندی، پیرعلیلو، جبارلو، چبنلو، چبنلو قشلاقی، چوپان قشلاقی، حسنلو، حسین خان کندی، حیدرآباد، خارابا رضی، خلیفه لو، دمقلی، رحیم بیگلوی سفلی، رحیم بیگلوی علیا،ذکیلو، سبحان لو، سعادت بولاغی، سهرابلو، سیدبیگ لو، طاقچه داش، علیشان سویو، قاسم کندی، قانلو بولاغ، قاراخان لو، قارالو، قشلاق محمدقلی، قشلاق میرسلطانلو، قلی بیگلو، اسدآباد، قووورلو، کاظم لو، کرملو، کوهول قشلاقی، کئچی بولاغی سفلی، کئچی بولاغی علیا، لنگه بیز، محمدلو، میرحسینلو، نرچه لو، نصیرکندی، هفت چشمه، قشلاق جلال، بیخان قشلاقی، ترحم آباد، سددره سی و قشلاق علی شان سویو ازتوابع این دهستان می‌باشند.».